# Křižanovice (ort i Tjeckien, Södra Mähren)
Křižanovice är en ort i Tjeckien.   Den ligger i regionen Södra Mähren, i den östra delen av landet, 210 km sydost om huvudstaden Prag. Křižanovice ligger 213 meter över havet och antalet invånare är 709.
Terrängen runt Křižanovice är huvudsakligen platt, men åt sydost är den kuperad. Křižanovice ligger nere i en dal. Runt Křižanovice är det ganska tätbefolkat, med 62 invånare per kvadratkilometer. Närmaste större samhälle är Vyškov, 15,6 km norr om Křižanovice. I omgivningarna runt Křižanovice växer i huvudsak blandskog.